# ZOOM TV
ZOOM TV más conocido como Canal Universitario de Colombia es un canal de televisión por suscripción de educación universitaria colombiano, propiedad de las 37 universidades y operado por la Asociación Colombiana de Universidades.
Es miembro de las Asociación de Televisiones Educativas y Culturales Iberoamericanas.

## Historia
Se lanzó en señal en pruebas en 2008 y finalmente fue transmitido en 2009 en los operadores del cable.

## Programación
Su programación se enfoca en emitir los programas y documentales enfocados en la cultura, la educación, la tecnología y el bienestar social.
También emite programas del Servicio Nacional de Aprendizaje (SENA) del convenio del operador. 

## Gerentes
- Germán Pérez (2022-presente)